# مجلس الطاقة في أمريكا الجنوبية
مجلس الطاقة في أمريكا الجنوبية هي هيئة تم إنشاؤها لتنسيق سياسة الطاقة الإقليمية لاتحاد دول أمريكا الجنوبية. تم الاتفاق على تأسيسه في أول قمة للطاقة في أمريكا الجنوبية، والتي عقدت في 16-17 أبريل 2007 في جزيرة مارغريتا في ولاية نويفا إسبارتا، فنزويلا.

## التاريخ
ولد المجلس من الإرادة السياسية لتوحيد الاستراتيجيات الشاملة المشتركة التي تسمح على المدى القصير والمتوسط بتعزيز الموارد وضمان استمراريتها، إلى جانب الآليات المتعددة والسيادة والاستدامة الذاتية و«تعزيز استخدام الموارد المتجددة، والتخفيف من وطأة الضرر، ومواجهة آثار تغير المناخ وضمان دور تنمية الطاقة كعنصر أساسي للإدماج والتنمية الاجتماعية».
إن التوزيع غير المتكافئ والاستهلاك غير المتكافئ للموارد في المنطقة يحددان أن نصف البلدان الأعضاء مستوردة (البرازيل وشيلي والأرجنتين وأوروغواي وسورينام وغيانا) والنصف الآخر من المصدرين (فنزويلا وكولومبيا والإكوادور وبوليفيا وباراغواي وبيرو)، ولكن إذا تم اعتبار دول اتحاد أمم أمريكا الجنوبية الإثني عشر كوحدة قائمة على سياسات التكامل، فإن ميزان الطاقة يشير إلى أنها كتلة قائمة بذاتها. كافية وأن لديها أرصدة قابلة للتصدير.
أدى ذلك إلى تعزيز تكامل الطاقة من أجل الاستخدام المتكامل والمستدام والتضامني لموارد المنطقة، وتقوية البنية التحتية للربط بين الشعوب، والاستهلاك الرشيد والمستدام، وكفاءة الطاقة الطاقات المتجددة والشراكة بين القطاعين العام والخاص. تجسدت هذه المبادرات في اتفاقيات ومشاريع للتكامل الثنائي لأسواق الكهرباء: البرازيل - أوروغواي، البرازيل - باراغواي، البرازيل - الأرجنتين، الإكوادور - كولومبيا. تستورد الأرجنتين الغاز الطبيعي البوليفي والوقود الفنزويلي (زيت الوقود والديزل) ولديها اتفاقيات كهرباء مع باراغواي والبرازيل وأوروغواي. من ناحية أخرى لم يتم بعد تنفيذ جزء كبير من المبادرات المتعددة الأطراف بسبب الصراعات والخلافات السائدة في النظام السياسي والمؤسسي والقانوني. مشاريع مثل تسويق الغاز البيروفي والبوليفي في المخروط الجنوبي أو مشروع توفير الغاز الفنزويلي للمنطقة بأكملها، والتي كانت ذات أهمية خاصة للأرجنتين لضمان الإمداد بالغاز الطبيعي برا بدلاً من شراء الغاز الطبيعي المسال عن طريق البحر الأغلى ثمناً والأقل أماناً، تم غض الطرف عنه في الوقت الحالي.
كل هذه المشاريع تمثل تقدمًا لا يمكن إنكاره من حيث الترابط. ومع ذلك فهي لا تزال بعيدة عن أن تكون قادرة على الحديث عن أسواق الكهرباء الإقليمية المتكاملة.